# Lamprotornis superbus

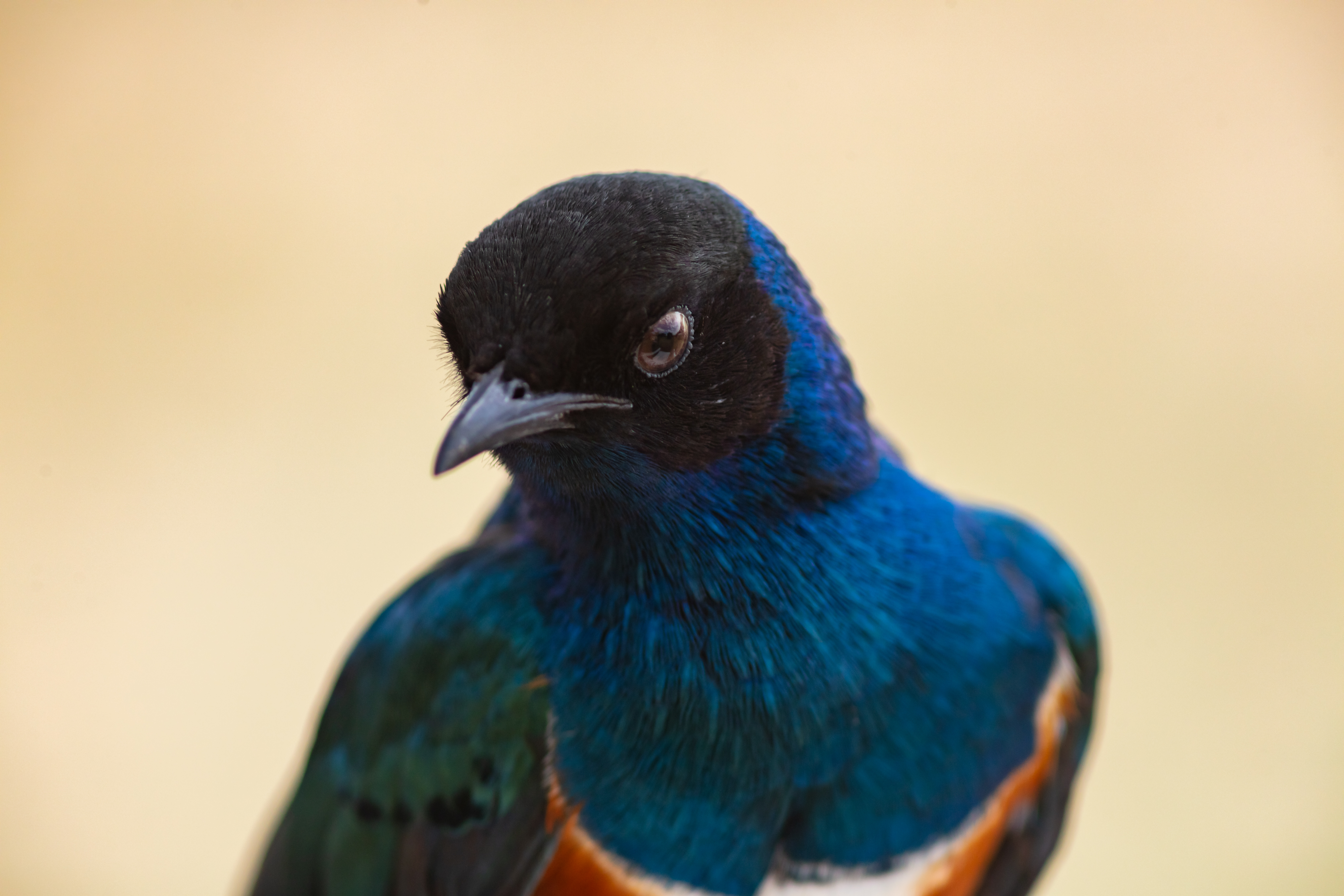
Detalle.

El estornino soberbio (Lamprotornis superbus) es una especie de ave paseriforme de la familia Sturnidae. Se encuentra tanto en la sabana como en las regiones más verdes del África oriental. También es frecuente en las regiones suburbanas y urbanas de muchas ciudades en Etiopía, Somalía, Uganda, Kenia y Tanzania.

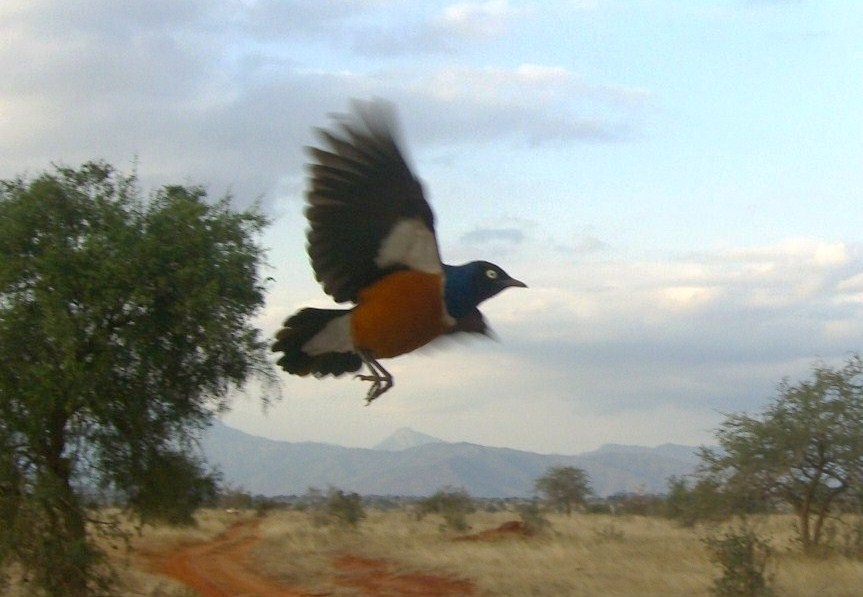
Estornino soberbio en vuelo. Taita-Hills, Kenia.

El plumaje es de cinco colores: negro, azul verdoso, azul metálico, blanco y rojo. Un ejemplar adulto mide aproximadamente 18 centímetros. 
Se alimenta esencialmente de insectos, lombrices, granos y frutos que busca en el suelo, pero en los ambientes urbanos suele acercarse a los seres humanos para obtener alimentos.
Los nidos son construidos en arbustos, en árboles de mediana altura y también en roqueríos. En cada puesta la hembra deposita cerca de 12 huevos que son incubados durante doce días. Del cuidado de las crías se encargan tanto las hembras como los machos.